# Sielce (Warszawa)

Sielce według MSI

Sielce (hist. Siedlce) – obszar MSI w dzielnicy Mokotów w Warszawie.
Zgodnie z MSI granice obszaru Sielce wyznaczają następujące ulice: Nowosielecka, Podchorążych, Gagarina, Spacerowa (wzdłuż granicy dzielnic Śródmieście/Mokotów), następnie korona skarpy warszawskiej, przecinając ulice Dworkową, Morskie Oko, Belgijską i Boryszewską w kierunku południowym do ul. Dolnej na wysokości kościoła św. Michała, poprzez wschodnią granicę skweru Małkowskich, wschodnią granicę Warszawianki, przecinając ul. Żywnego i al. Giżyckiego do wysokości Królikarni, a następnie ulice: Idzikowskiego, Witosa i Czerniakowska.

## Historia
W 1412 r. leżące na północy Siedlce (nazwa oznacza miejsce zasiedlone, późniejsze Sielce) książę Janusz I Starszy przekazał dziekanowi kapituły kolegiackiej św. Jana i jako własność Kościoła dotrwały aż do konfiskaty przez rząd pruski po III rozbiorze Polski. Niewielki areał tej wsi (5 łanów w 1528 r.) wskazuje na to, że stanowiła niegdyś razem z Czerniakowem i Czarnowem jedną całość. Znajdował się tam folwark i wójtostwo, a w XVI wieku mieszkał w Sielcach sukiennik.
Ulica Czerska odchodząca od ulicy Chełmskiej to jedyna pozostałość po średniowiecznym trakcie prowadzącym z Warszawy do Czerska, od którego pochodzi nazwa ulicy.
Wieś duchowna Siedlcza  w 1580 znajdowała się w powiecie warszawskim ziemi warszawskiej województwa mazowieckiego.
Pod koniec XVIII lub na początku XIX wieku w Sielcach utworzony został istniejący do dziś Folwark Sielce, stanowiący jeden z najcenniejszych sieleckich zabytków. W pierwszej połowie XIX wieku część terenów Sielc należała do wielkiego księcia Konstantego. W roku 1820 poślubił on Joannę Grudzińską, która zmarła wkrótce po śmierci męża w 1831 r. Zostawiła testament, w którym swoje dobra w Polsce – w tym Sielce – zapisała królowi polskiemu, carowi Mikołajowi I. Wówczas Sielce przeszły na własność państwa rosyjskiego, do którego należały do odzyskania przez Polskę niepodległości w 1918 roku. Około 1860 na części gruntów dawnego folwarku założono hodowlę jedwabników.
W drugiej połowie XIX wieku Sielce należały do gminy Mokotów w powiecie warszawskim, zaś w strukturze kościoła katolickiego stanowiły część parafii Wilanów.
16 maja 1891 oddano do użytku odcinek Kolei Konnej Wilanowskiej przecinający wieś, przebiegający wzdłuż Drogi Książęcej, obecnej ulicy Chełmskiej. Od 1894 roku pociągi ciągnięte były przez lokomotywy parowe. Mieszkańcom przeszkadzał jednak hałas i dym parowozów przejeżdżających przez wieś. W wyniku ich protestów w 1913 wytyczono nowy przebieg torów kolejowych wzdłuż Bernardyńskiej Wody, który omijał wieś. 15 maja 1914 ruch pociągów parowych przez Sielce i Wójtówkę zamknięto. W 1914 roku przez krótki czas po torach kolejowych przebiegających przez wieś kursował tramwaj konny, ale ze względu na małe zainteresowanie przewozami ruch szybko zamknięto, zaś przecinające wieś tory rozebrano.
Sielce włączono do Warszawy, wraz z całą gminą Mokotów, na mocy rozporządzenia z dnia 8 kwietnia 1916 generała-gubernatora warszawskiego Hansa Hartwiga von Beselera, obowiązującego z mocą wsteczną od 1 kwietnia 1916. Jednocześnie dawna ulica Książęca zyskała nazwę Chełmskiej, Łazienkowska – Nabielaka, Długa – Iwickiej, Ogrodowa – Czerskiej, Wspólna – Magnuszewskiej, Okopowa – Podchorążych. Zmiany te były początkiem przekształcenia Sielc z siedliska wiejskiego i wypoczynkowego w obszar zurbanizowany i uprzemysłowiony.
16 listopada 1916 Sielce zostały wyłączone z katolickiej parafii Wilanów i weszły w skład nowej parafii św. Bonifacego z siedzibą w klasztorze czerniakowskim, który już od 1904 mieścił filię parafii wilanowskiej odpowiedzialną między innymi za prowadzenie ksiąg stanu cywilnego mieszkańców Sielc.
17 kwietnia 1921 Sielce zostały włączone do warszawskiej sieci transportu publicznego dzięki uruchomieniu komunikacji autobusowej. 19 listopada 1922 oddano do użytku jednotorową linię tramwajową łączącą Sielce z ulicą Książęcą wzdłuż ulicy Czerniakowskiej, która zastąpiła komunikację autobusową. Trasa tramwajowa kończyła się na Sielcach krańcem „Wójtówka” w postaci trójkąta torowego położonego na skrzyżowaniu ulic Czerniakowskiej i Chełmskiej. 24 grudnia 1922 linia została przedłużona o kilometr na południe do pętli na placu Bernardyńskim, na terenie Czerniakowa.
W okresie międzywojennym zachodnie tereny Sielc w rejonie ulicy Belwederskiej powoli stawały się modnym i eleganckim rejonem dolnego Mokotowa. Proces ten przerwał wybuch II wojny światowej i zniszczenia spowodowane przez toczące się na Sielcach walki w czasie powstania warszawskiego. Pod naporem Niemców w nocy z 15 na 16 września 1944 oddziały polskie wycofały się z Sielc na Górny Mokotów.
W 1949 roku przy ulicy Chełmskiej 21 powstała Wytwórnia Filmów Dokumentalnych i Fabularnych.
Sielce kilkukrotnie pojawiały się jako tło dla realizacji filmowych. Przed nieistniejącą już zajezdnią autobusową przy ul. Chełmskiej, oraz przed wjazdem na teren Wytwórni Filmów Dokumentalnych i Fabularnych kręcono sceny filmu Miś Stanisława Barei.
W latach 1953−1966 powstało osiedle Sielce w rejonie ulic Łużyckiej, Czerskiej, Chełmskiej i Sieleckiej, zbudowane według projektu Zofii Fafiusowej z zespołem, Jerzego Baumillera i Jana Zdanowicza.
W 2024 oddano do użytku linię tramwajową na ulicy Gagarina z końcowym przystankiem Sielce przy skrzyżowaniu z ulicą Czerniakowską.